# Fast & Furious Spy Racers
Fast & Furious Spy Racers ist eine US-amerikanische Computeranimationsserie, die zur Fast-&-Furious-Filmreihe gehört. Die Serie wurde für Netflix produziert und die erste Staffel, bestehend aus acht Folgen, am 26. Dezember 2019 veröffentlicht. Netflix selbst empfiehlt ein Mindestalter von 6 Jahren und der US-amerikanische Aggregator erfasste 83 % wohlwollende Kritiken. Die zweite Staffel folgte am 9. Oktober 2020. Die dritte Staffel wurde zwei Monate später am 26. Dezember 2020 veröffentlicht, die vierte im April 2021, die fünfte im August 2021 und die letzte im Dezember 2021.

## Handlung
Die Serie handelt von Tony Toretto, Dominic Torettos Cousin. Zusammen mit Echo, Cisco und Frostee soll er die Organisation Sh1ft3r, angeführt von Shashi, infiltrieren. Den Auftrag dazu und technische Unterstützung bekommen sie von Ms. Nowhere. Sh1ft3r nutzt Autorennen als Ablenkungsmanöver für Diebstähle und Einbrüche. Layla, ebenfalls bei Sh1ft3r, vertraut ihnen. Sie werden allerdings von Shashi enttarnt und Frostee wird als Geisel von Sh1ft3r genommen.
Ms. Nowhere will die anderen drei abziehen, diese weigern sich allerdings, aufzugeben. Sie können Shashi aufhalten. Layla, die kurzzeitig mit ihnen zusammengearbeitet hat, verschwindet am Ende der ersten Staffel.

## Synchronisation
Die deutschsprachige Synchronisation übernahm Splendid Synchron in Köln nach Dialogbüchern und unter der Dialogregie von Ilya Welter.
| Figur                             | Originalsprecher       | Deutscher Sprecher      |
| --------------------------------- | ---------------------- | ----------------------- |
| Anthony „Tony“ Toretto            | Tyler Posey            | Louis Friedemann Thiele |
| Margaret „Echo“ Pearl             | Charlet Chung          | Katrin Heß              |
| Cisco Renaldo                     | Jorge Diaz             | David Schulze           |
| Frostee Benson                    | Luke Youngblood        | Julian Horeyseck        |
| Layla Gray                        | Camille Ramsey         | Jana Schölermann        |
| Shashi Dhar (St. 1)               | Manish Dayal           | Michael Borgard         |
| Ms. Nowhere                       | Renée Elise Goldsberry | Daniela Bette-Koch      |
| Cleve Kelso (Ep. 8, St. 3)        | Dave Thomas            | Volker Wolf             |
| Rafaela Moreno (St. 3)            | Avrielle Corti         | Kirstin Hesse           |
| Matsuo (St. 3)                    | Lanny Joon             | Marco Sven Reinbold     |
| Gary                              | Tru Valentino          | Jochen Langner          |
| Dominic „Dom“ Toretto (Ep. 1 & 8) | Vin Diesel             | Tobias Brecklinghaus    |

## Episodenliste

### Staffel 1
| Nr. (ges.)                                                                          | Nr. (St.) | Deutscher Titel                  | Originaltitel         | Regie         | Drehbuch      |
| ----------------------------------------------------------------------------------- | --------- | -------------------------------- | --------------------- | ------------- | ------------- |
| 1                                                                                   | 1         | Ein echter Toretto               | Born a Toretto        | Bret Haaland  | Tim Hedrick   |
| 2                                                                                   | 2         | Der Einstieg bei Sh1ft3r         | Enter SH1FT3R         | Micah Gunnell | Josh Hamilton |
| 3                                                                                   | 3         | Der große Preis von Geisterstadt | Ghost Town Grand Prix | James Yang    | Mitch Iverson |
| 4                                                                                   | 4         | Mission Eule                     | The Owl Job           | Leo Riley     | May Chan      |
| 5                                                                                   | 5         | Der himmlische Tresor            | The Celestial Vault   | Micah Gunnell | Tim Hedrick   |
| 6                                                                                   | 6         | Der letzte Schlüssel             | The Final Key         | James Yang    | Josh Hamilton |
| 7                                                                                   | 7         | Zündung                          | Ignition              | Leo Riley     | Mitch Iverson |
| 8                                                                                   | 8         | Der Schlüssel für Vegas          | The Key to the Strip  | Micah Gunnell | Tim Hedrick   |
| Gleichzeitige Veröffentlichung der ersten Staffel am 26. Dezember 2019 bei Netflix. |           |                                  |                       |               |               |

### Staffel 2: Rio
| Nr. (ges.)                                                                         | Nr. (St.) | Deutscher Titel           | Originaltitel        | Regie         | Drehbuch             |
| ---------------------------------------------------------------------------------- | --------- | ------------------------- | -------------------- | ------------- | -------------------- |
| 9                                                                                  | 1         | Flucht aus L. A.          | Escape from L.A.     | James Yang    | Josh Hamilton        |
| 10                                                                                 | 2         | Das Gefühl des Untergangs | That Sinking Feeling | Leo Riley     | Ashley Soto Paniagua |
| 11                                                                                 | 3         | Willkommen in Rio         | Bem-vindo ao Rio     | Micah Gunnell | Valeska Rodriguez    |
| 12                                                                                 | 4         | Vorsicht, explosiv!       | Combustion           | James Yang    | Emma Dudley          |
| 13                                                                                 | 5         | Blindflug                 | Driving Blind        | George Gipson | Mitch Iverson        |
| 14                                                                                 | 6         | Echo gegen Nowhere        | An Echo of Nowhere   | Micah Gunnell | Tim Hedrick          |
| 15                                                                                 | 7         | Die Schutzherrin          | The Patroness        | James Yang    | Josh Hamilton        |
| 16                                                                                 | 8         | Tschau, Hässlons          | Tchau, Uggos         | George Gipson | Tim Hedrick          |
| Gleichzeitige Veröffentlichung der zweiten Staffel am 9. Oktober 2020 bei Netflix. |           |                           |                      |               |                      |

### Staffel 3: Sahara
| Nr. (ges.)                                                                           | Nr. (St.) | Deutscher Titel     | Originaltitel          | Regie         | Drehbuch                 |
| ------------------------------------------------------------------------------------ | --------- | ------------------- | ---------------------- | ------------- | ------------------------ |
| 17                                                                                   | 1         | Der Riesen-Habub    | The Giant Haboob       | Micah Gunnell | Tim Hedrick & Emma Dudle |
| 18                                                                                   | 2         | Die Sackgasse       | The Dead End           | James Yang    | Josh Hamilton            |
| 19                                                                                   | 3         | Der leere Brunnen   | The Empty Well         | George Gipson | Emma Dudley              |
| 20                                                                                   | 4         | Die Jagd            | The Hunt               | Micah Gunnell | Mitch Iverson            |
| 21                                                                                   | 5         | Das Beduinenschild  | The Bedouin Shield     | James Yang    | Tim Hedrick              |
| 22                                                                                   | 6         | Das Auge der Sahara | The Eye of the Sahara  | George Gipson | Josh Hamilton            |
| 23                                                                                   | 7         | Robo-Cleve          | RoboCleve              | Micah Gunnell | Emma Dudley              |
| 24                                                                                   | 8         | Der Feuertornado    | Sirocco Fire Explosion | Micah Gunnell | Tim Hedrick              |
| Gleichzeitige Veröffentlichung der dritten Staffel am 26. Dezember 2020 bei Netflix. |           |                     |                        |               |                          |

### Staffel 4: Mexiko
| Nr. (ges.)                                                                        | Nr. (St.) | Deutscher Titel              | Originaltitel                   | Regie                     | Drehbuch                       |
| --------------------------------------------------------------------------------- | --------- | ---------------------------- | ------------------------------- | ------------------------- | ------------------------------ |
| 25                                                                                | 1         | Phantomjagd                  | Chasing Phantoms                | George Gipson & Leo Riley | Josh Hamilton                  |
| 26                                                                                | 2         | Der Konvoi                   | The Convoy                      | Micah Gunnell             | Emma Dudley                    |
| 27                                                                                | 3         | Auf der Flucht               | The Fugitives                   | James Yang                | Lauren Otero                   |
| 28                                                                                | 4         | Jagd auf Moray               | That’s a Moray                  | George Gipson & Leo Riley | Mellori Velasquez              |
| 29                                                                                | 5         | Familienstreit               | The Ocelot King vs. El Mariposa | Micah Gunnell             | Joanna Lewis & Kristine Songco |
| 30                                                                                | 6         | In der Falle                 | The Siege                       | James Yang                | Josh Hamilton                  |
| 31                                                                                | 7         | Im Labyrinth                 | Into the Labyrinth              | Leo Riley                 | Emma Dudley                    |
| 32                                                                                | 8         | Ein Team für alle Lava-Fälle | Don’t Go Chasing Lavafalls      | Micah Gunnell             | Tim Hedrick                    |
| Gleichzeitige Veröffentlichung der vierten Staffel am 16. April 2021 bei Netflix. |           |                              |                                 |                           |                                |

### Staffel 5: Südpazifik
| Nr. (ges.)                                                                         | Nr. (St.) | Deutscher Titel    | Originaltitel             | Regie         | Drehbuch      |
| ---------------------------------------------------------------------------------- | --------- | ------------------ | ------------------------- | ------------- | ------------- |
| 33                                                                                 | 1         | Achtung: R.A.S.R.! | R.O.A.M. Around the World | James Yang    | May Chan      |
| 34                                                                                 | 2         | Die Rettung        | The Rescue                | George Gipson | Josh Hamilton |
| 35                                                                                 | 3         | Anker gelichtet    | Anchors Away              | Micah Gunnell | Emma Dudley   |
| 36                                                                                 | 4         | Fahren und weinen  | Driving and Crying        | James Yang    | Tim Hedrick   |
| 37                                                                                 | 5         | Fahren und sterben | Ride and Die              | George Gipson | May Chan      |
| 38                                                                                 | 6         | Ex Machina         | Ex Machina                | Micah Gunnell | Josh Hamilton |
| 39                                                                                 | 7         | Die Übernahme      | The Takeover              | James Yang    | Emma Dudley   |
| 40                                                                                 | 8         | Der Toretto-Virus  | The Toretto Virus         | George Gipson | Tim Hedrick   |
| Gleichzeitige Veröffentlichung der fünften Staffel am 13. August 2021 bei Netflix. |           |                    |                           |               |               |

### Staffel 6: Heimkehr
| Nr. (ges.)                                                                            | Nr. (St.) | Deutscher Titel                 | Originaltitel                | Regie                        | Drehbuch      |
| ------------------------------------------------------------------------------------- | --------- | ------------------------------- | ---------------------------- | ---------------------------- | ------------- |
| 41                                                                                    | 1         | Einäscherungstag                | Incineration Day             | Micah Gunnell                | Josh Hamilton |
| 42                                                                                    | 2         | Eingeschneit                    | Snowed In                    | James Yang                   | Kyel White    |
| 43                                                                                    | 3         | Rache im Anzug                  | Rafaela’s Raf-venge          | George Gipson                | Emma Dudley   |
| 44                                                                                    | 4         | Spaß auf der Autobahn           | Fun on the Autobahn          | Micah Gunnell                | Josh Hamilton |
| 45                                                                                    | 5         | Die Explosion                   | Detonation                   | James Yang                   | Emma Dudley   |
| 46                                                                                    | 6         | Am Schmelzpunkt                 | Meltdown                     | George Gipson                | Tim Hedrick   |
| 47                                                                                    | 7         | Neuanfang in Hollywood          | Hollywood Beginning          | Micah Gunnell                | Josh Hamilton |
| 48                                                                                    | 8         | Jagd nach Dann                  | Dann Hunt                    | James Yang                   | Emma Dudley   |
| 49                                                                                    | 9         | Die Wildkatze                   | Wildcat                      | George Gipson                | Tim Hedrick   |
| 50                                                                                    | 10        | Öl und Wasser                   | Oil and Water                | Micah Gunnell                | Kyel White    |
| 51                                                                                    | 11        | Abschied von Hollywood – Teil 1 | Say Goodbye to Hollywood (1) | James Yang                   | Josh Hamilton |
| 52                                                                                    | 12        | Abschied von Hollywood – Teil 2 | Say Goodbye to Hollywood (2) | George Gipson & Bret Haaland | Tim Hedrick   |
| Gleichzeitige Veröffentlichung der sechsten Staffel am 17. Dezember 2021 bei Netflix. |           |                                 |                              |                              |               |